# Kolarstwo na Letnich Igrzyskach Olimpijskich 1960
Kolarstwo na Letnich Igrzyskach Olimpijskich 1960 w Rzymie rozgrywane było w dniach 26 – 29 sierpnia. W zawodach wzięło udział 297 kolarzy z 48 krajów. Trasa indywidualnego wyścigu szosowego liczyła 175,38 km. Po raz pierwszy rozegrano szosowy wyścig drużynowy na czas, na dystansie 100 km. Całe zawody zdominowali gospodarze, którzy wywalczyli 5 z 6 możliwych do zdobycia złotych medali.

## Medaliści
| Konkurencja                             | Złoto                                                                        | Srebro                                                                | Brąz                                                                             |
| kolarstwo szosowe                       |                                                                              |                                                                       |                                                                                  |
| Wyścig indywidualny ze startu wspólnego | Wiktor Kapitonow                                                             | Livio Trapè                                                           | Willy Vanden Berghen                                                             |
| Drużynowa jazda na czas                 | Włochy · Antonio Bailetti · Ottavio Cogliati · Livio Trapè · Giacomo Fornoni | Niemcy · Gustav-Adolf Schur · Egon Adler · Erich Hagen · Günter Lörke | ZSRR · Wiktor Kapitonow · Jewgienij Klewcow · Jurij Mielichow · Aleksiej Pietrow |
| kolarstwo torowe                        |                                                                              |                                                                       |                                                                                  |
| Sprint                                  | Sante Gaiardoni                                                              | Leo Sterckx                                                           | Valentino Gasparella                                                             |
| Tandemy                                 | Włochy · Giuseppe Beghetto, Sergio Bianchetto                                | Niemcy · Jürgen Simon, Lothar Stäber                                  | ZSRR · Boris Wasiljew, Władimir Leonow                                           |
| Wyścig drużynowy na dochodzenie         | Włochy · L. Arienti, F. Testa, · M. Vallotto, M. Vigna                       | Niemcy · S. Köhler, P. Gröning, · M. Klieme, B. Barleben              | ZSRR · S. Moskwin, W. Romanow, · Ł. Kołumbet, A. Belgardt                        |
| 1 km na czas                            | Sante Gaiardoni                                                              | Dieter Gieseler                                                       | Rostisław Wargaszkin                                                             |

### Kolarstwo szosowe

#### Wyścig ze startu wspólnego – indywidualnie
| Miejsce | Państwo    | Zawodniczka          | Czas      |
| ------- | ---------- | -------------------- | --------- |
| 1.      | ZSRR       | Wiktor Kapitonow     | 4:20:37 h |
| 2.      | Włochy     | Livio Trapè          | 4:20:37 h |
| 3.      | Belgia     | Willy Vanden Berghen | 4:20:57 h |
| 4.      | ZSRR       | Jurij Mielichow      | 4:20:57 h |
| 5.      | Rumunia    | Ion Cosma            | 4:20:57 h |
| 6.      | Polska     | Stanisław Gazda      | 4:20:57 h |
| 7.      | Belgia     | Benoni Beheyt        | 4:20:57 h |
| 8.      | Jugosławia | Janez Žirovnik       | 4:20:57 h |

#### Drużynowa jazda na czas
| Miejsce | Państwo   | Zawodnik                                                            | Czas       |
| ------- | --------- | ------------------------------------------------------------------- | ---------- |
| 1.      | Włochy    | Livio Trapè Antonio Bailetti Giuseppe Tonucci Vendramino Bariviera  | 2:14:33.53 |
| 2.      | Niemcy    | Egon Adler Erich Hagen Günter Lörke Gustav-Adolf Schur              | 2:16:56.31 |
| 3.      | ZSRR      | Wiktor Kapitonow Jewgienij Klewcow Jurij Mielichow Aleksiej Pietrow | 2:18:41.67 |
| 4.      | Holandia  | Jan Hugens René Lotz Ab Sluis Lex van Kreuningen                    | 2:19:15.71 |
| 5.      | Szwecja   | Owe Adamson Gunnar Göransson Osvald Johansson Gösta Pettersson      | 2:19:36.37 |
| 6.      | Rumunia   | Ion Cosma Gabriel Moiceanu Aurel Şelaru Ludovic Zanoni              | 2:20:18.91 |
| 7.      | Francja   | Henri Duez François Hamon Roland Lacombe Jacques Simon              | 2:20:36.38 |
| 8.      | Hiszpania | Ignacio Astigarraga Juan Sánchez José Antonio Momeñe Ramón Sáez     | 2:21:34.59 |

### Kolarstwo torowe

#### Sprint
| Miejsce | Państwo         | Zawodniczka          |
| ------- | --------------- | -------------------- |
| 1.      | Włochy          | Sante Gaiardoni      |
| 2.      | Belgia          | Leo Sterckx          |
| 3.      | Włochy          | Valentino Gasparella |
| 4.      | Australia       | Ron Baensch          |
| 5.      | Brazylia        | Anésio Argenton      |
| 5.      | Wielka Brytania | Lloyd Binch          |
| 5.      | Francja         | Antoine Pellegrina   |
| 5.      | Niemcy          | August Rieke         |

#### Tandemy
| Miejsce | Państwo           | Zawodnik                            |
| ------- | ----------------- | ----------------------------------- |
| 1.      | Włochy            | Giuseppe Beghetto Sergio Bianchetto |
| 2.      | Niemcy            | Jürgen Simon Lothar Stäber          |
| 3.      | ZSRR              | Boris Wasiljew Władimir Leonow      |
| 4.      | Holandia          | Rinus Paul Mees Gerritsen           |
| 5.      | Francja           | Roland Surrugue Michel Scob         |
| 5.      | Wielka Brytania   | David Handley Eric Thompson         |
| 5.      | Czechosłowacja    | Juraj Miklušica Dušan Škvarenina    |
| 5.      | Stany Zjednoczone | Jack Hartman David Sharp            |

#### Drużynowo na dochodzenie
| Miejsce | Państwo        | Zawodnik                                                         |
| ------- | -------------- | ---------------------------------------------------------------- |
| 1.      | Włochy         | Luigi Arienti Franco Testa Mario Vallotto Marino Vigna           |
| 2.      | Niemcy         | Siegfried Köhler Peter Gröning Manfred Klieme Bernd Barleben     |
| 3.      | ZSRR           | Stanisław Moskwin Wiktor Romanow Łeonid Kołumbet Arnold Belgardt |
| 4.      | Francja        | Marcel Delattre Jacques Suire Guy Claud Michel Nédélec           |
| 5.      | Argentyna      | Alberto Trillo Ernesto Contreras Héctor Acosta Juan Brotto       |
| 5.      | Czechosłowacja | Slavoj Černý Ferdinand Duchoň Jan Chlístovský Josef Volf         |
| 5.      | Dania          | John Lundgren Leif Larsen Jens Sørensen Kurt vid Stein           |
| 5.      | Holandia       | Jaap Oudkerk Theo Nikkessen Henk Nijdam Piet van der Lans        |

#### 1 km na czas
| Miejsce | Państwo    | Zawodniczka          | Czas      |
| ------- | ---------- | -------------------- | --------- |
| 1.      | Włochy     | Sante Gaiardoni      | 1:07.27 h |
| 2.      | Niemcy     | Dieter Gieseler      | 1:08.75 h |
| 3.      | ZSRR       | Rostisław Wargaszkin | 1:08.86 h |
| 4.      | Holandia   | Piet van der Touw    | 1:09.20 h |
| 5.      | Australia  | Ian Chapman          | 1:09.55 h |
| 6.      | Brazylia   | Anésio Argenton      | 1:09.96 h |
| 7.      | Belgia     | Jean Govaerts        | 1:10.23 h |
| 8.      | Szwajcaria | Josef Helbling       | 1:10.42 h |

## Klasyfikacja medalowa
| #  | Reprezentacja | Złoto | Srebro | Brąz | Razem |
| -- | ------------- | ----- | ------ | ---- | ----- |
| 1. | Włochy        | 5     | 1      | 1    | 7     |
| 2. | ZSRR          | 1     | 0      | 4    | 5     |
| 3. | Niemcy        | 0     | 4      | 0    | 4     |
| 4. | Belgia        | 0     | 1      | 1    | 2     |